# Freesia alba
Freesia alba és una planta herbàcia bulbosa del gènere Freesia dins la familia de les Iridàcies (Iridaceae). Es tracta d'una familia cosmopolita que es troba sobretot a les regions tropicals i temperades com a l'Àfrica, Amèrica del sud i part de la Mediterrània més oriental. Són herbàcies vivaces, és a dir, perennes amb les parts aèries anuals i els rizomes o bulbs persistents.

## Descripció
Freesia alba és un geòfit, és a dir, una planta que produeix brots subterranis (cebes, bulbs, tubercles o rizomes). En aquest cas, la part subterrània és un corm, de forma cònica, d'uns 10 mm d'ample a la base, i cobert amb túniques de fibres finament captats.

### Fulles
És de fulla caduca; creixent a la tardor a l'hivern, la floració a la primavera i en estat latent a l'estiu. Produeix diverses fulles les quals, en general, es troben en posició vertical, tenen forma d'espasa i s'estrenyen en un punt agut. Les fulles i tija floral estan més o menys a la mateixa altura, uns 120 a 400 mm.

### Flors
Les flors es produeixen en espigues d'unes 2 a 8 flors i que es tomben en un sentit horitzontal i es van doblegant. Floreix de mitjans d'hivern fins a principis d'estiu (juliol a octubre), són de color blanc, sovint amb un color porpra a l'exterior, de vegades amb una marca groga al Tèpal més baix, i de vegades amb porpra a la gola, i tenen la fragància més forta i dolça de totes les freesias, que inclouen les espècies silvestres i els híbrids. Les flors són àmpliament en forma d'embut, 20-30 mm de llarg, i són gairebé actinomorfes (radialment simètrica). De fet, aquesta és una manera fàcil d'identificar aquesta espècie, ja que els altres són més aviat irregulars o zigomorfs. El fruit és una càpsula lleugerament berrugosa amb llavors dures i brillants.

## Distribució i hàbitat
Freesia alba es troba creixent en sòls sorrencs o pedregosos entre matolls de dunes o en les vores del bosc, generalment en to clar, també en llocs humits prop de l'aigua, principalment al llarg de la costa, des Hermanus a Plettenberg Bay, a les províncies del Cap de Sud-àfrica.

## Taxonomia
Freesia alba va ser descrita per Gumbleton, William Edward  i publicada a The Gardeners' Chronicle: a weekly illustrated journal of horticulture and allied subjects. ser. 3 19(483): 392, f. 52. 1896.

### Etimologia
- Freesia: nom genèric atorgat en honor d'F.H.T. Freese (mort en 1876), un metge alemany de Kiel i deixeble de Ecklon. El nom de l'espècie alba significa blanc a Amèrica.[4]

- alba: epítet llatí que significa "blanc".[5]